# Choristoneura lafauryana
Choristoneura lafauryana es una especie de polilla del género Choristoneura, tribu Archipini, subfamilia Tortricinae. Fue descrita científicamente por Ragonot en 1875.

## Distribución
Se distribuye por Europa: Francia.